# Гионе, Эмилио
Эми́лио Луи́джи Ка́рло Джузе́ппе Мари́я Гио́не (итал. Emilio Luigi Carlo Giuseppe Maria Ghione; 30 июля 1879, Турин, Пьемонт, Италия — 7 января 1930, Рим, Лацио, Италия) — итальянский кинорежиссёр, сценарист, актёр, художник.

## Биография
В 1909 году начал карьеру в кино как статист и каскадёр. В 1910 году дебютировал уже как актёр («Аньезе Висконти»). Первая заметная роль в фильме Бальдассарре Негрони «История Пьеро». Популярность приобрёл, исполнив роль апаша в собственной ленте «Да здравствует смерть!» (1915). В 1912 году состоялся его режиссёрский дебют («Il pappagallo della zia Berta»). Зрительский успех снискали ему фильмы из серии "Серые мыши" (1918—1921). На его картины оказали влияние романтизм и веризм. В 1923—1925 годы работал в Германии, где ставил совместные итальяно-немецкие ленты. В 1925 году вернулся в Италию, но его фильмы уже не имели успеха, и он отошёл от работы в кино, занявшись литературой и театром. Последний фильм с его участием «Последние дни Помпеи» (англ., 1926). Последние годы жизни провёл в Париже, где издал книгу «Кино в Италии» (1930).
Был женат на актрисе Калли Самбучини, которая была его постоянной партнершей, их сын Эмилио Гионе-младший (итал. Emilio Ghione Jr.) стал актёром.

## Память
- Его имя носит римский Театр Эмилио Гионе (итал. Teatro Ghione).

## Избранная фильмография

### Актёр
- 1910 — Аньезе Висконти / Agnese Visconti
- 1911 — Освобождение Иерусалима / Gerusalemme liberata
- 1911 — Али Баба / Ali Babà
- 1912 — Жозефина Богарне / Giuseppina Beauharnais — Наполеон
- 1912 — Трагедия любви / Tragico amore
- 1913 — Перед лицом судьбы / In faccia al destino
- 1913 — Освобождение Иерусалима / La Gerusalemme liberata
- 1914 — История Пьеро / Histoire d'un Pierrot — Пошине
- 1915 — Дон Пьетро Карузо / Don Pietro Caruso
- 1916 — Дитя любви / L'enfant de l'amour
- 1916 — Роза Гренады / La rosa di Granata
- 1926 — Последние дни Помпеи / Gli ultimi giorni di Pompeii — Калено